# Бардовка
Бардовка (баш. Бардовка) — село в Кушнаренковском районе Республики Башкортостан Российской Федерации. Входит в состав Матвеевского сельсовета.

## География

### Географическое положение
Расстояние до:
- районного центра (Кушнаренково): 16 км,
- центра сельсовета (Старобаскаково): 12 км,
- ближайшей ж/д станции (Уфа): 74 км.

## Население
| 2002 | 2009 | 2010 |
| ---- | ---- | ---- |
| 395  | ↘393 | ↘339 |

Национальный состав
Согласно переписи 2002 года, преобладающая национальность — русские (88 %).